# Fixin
Fixin là một xã trong tỉnh Côte-d'Or, thuộc vùng Bourgogne-Franche-Comté của nước Pháp, có dân số là 785 người (thời điểm 1999). Xã nằm khoảng 8 km về phía nam của Dijon.

## Nhân khẩu học
| 1962 | 1968 | 1975 | 1982 | 1990 | 1999 |
| ---- | ---- | ---- | ---- | ---- | ---- |
| 498  | 566  | 817  | 883  | 826  | 785  |